# ミサ曲第2番 (ブルックナー)
ミサ曲第2番 ホ短調（ドイツ語: Messe Nr.2 in e-Moll）WAB.27は、アントン・ブルックナーが2番目に作曲したミサ曲である。

## 作曲の経緯
リンツの新しい大聖堂の建造祝賀のために1866年8月から11月にかけて作曲された。しかしながら大聖堂の完成が遅れたために初演は1869年に持ち越された。なお、1882年に改訂版が作成されている。

## 初演
初版の初演は1869年9月25日、リンツ大聖堂構内の野外にて作曲者の指揮により行われた。改訂版の初演は1885年にリンツで行われた。

## 編成
混声合唱と管楽オーケストラ（小編成の吹奏楽もしくは管楽アンサンブルと言えよう）という珍しい編成をとっている。のちにブルックナーはオルガンを加えた版を作成したようだが、現在では管楽オーケストラのみでの伴奏が一般的である。
混声合唱、オーボエ2、C管クラリネット2、ファゴット2、F管ホルン2、D管ホルン2、C管トランペット2、トロンボーン3。
演奏時間は約35分。

## 作品の概要

### キリエ（Kyrie）
荘重に。ホ短調。4分の4拍子。ここでは合唱は8声部に分かれている。まず女声だけで「キリエ・エレイソン」を歌い、男声が応じる。女声が「クリステ・エレイソン」を歌うと男声がからんできて一つの頂点をつくる。そして再び冒頭の響きに帰り、次第に厚みを増して盛り上がり、クライマックスを築くとホ長調主和音上に静かに消えてゆく。この部分の伴奏はホルン、トロンボーンのみである。

### グローリア（Gloria）
アレグロ。ハ長調。4分の4拍子。合唱は4声部になる。冒頭の一節は慣習に従って作曲されておらず、グレゴリオ聖歌を引用して独唱する。続いて女声のユニゾンがファゴットの伴奏で歌い始め、すぐに厚みを増し、力強く歌い進め、「ひとり子なる主、イエス・キリスト」で一つの頂点をつくる。速度を落とし、木管やホルンを伴って静かに、穏やかに歌う。一度頂点をつくるが静かになり、再び速度を元に、「アーメン」を対位法的に歌いかわして熱狂的に盛り上がり、壮大に歌い収める。

### クレド（Credo）
アレグロ・モデラート。ハ長調。4分の3拍子。ここでも冒頭一節はグレゴリオ聖歌を借りて独唱される。合唱のユニゾンで始まり、木管が応答し、やや不協和な響きを生じさせつつ進んでゆく。そしてアダージョに速度を落とし、「聖霊によりて処女マリアよりみからだを受け……」と静かに歌い始める。無伴奏の合唱に木管が時折からむ。突如アレグロとなって木管群の八分音符の刻みに乗って盛り上がり、壮麗に歌い進めると4分の3拍子に帰って冒頭の旋律が再現される。「蘇りを待ち望む」と歌ったあとに総休止がおかれ、合唱が「死者の」と静かに厳かに歌い、再び高まって行って「アーメン!」で曲を閉じる。

### サンクトゥス（Sanctus）
おだやかに、ひじょうにゆっくりと。ト長調。4分の4拍子。合唱が再び8声部に分かれる。「聖なるかな、聖なるかな」と対位法的に歌いかわしてゆく。次第に厚みと輝きを増してゆく中で動きに統一感が生じ始め、「主にして万軍の神」という部分でついにホモフォニックな進行となる。一瞬の静寂を挟んで金管群と合唱が唱和し、壮麗を極める歌いおさめとなる。

### ベネディクトゥス（Benedictus）
モデラート。ハ長調。4分の4拍子。合唱はソプラノのみが常に2声部に分かれ、男声も時折ディヴィジ（分割）を行う。また、全曲中もっとも伴奏が複雑に書かれている。合唱が穏やかに歌い始め、やがて木管群が一小節ごとに細かい動きを受け渡しあう伴奏を奏し始める。この受け渡しはついに小節内で行われるようになり、盛り上がって行った頂点で「いと高きところにホザンナ!」と歌い収める。

### アニュス・デイ（Agnus Dei）
アンダンテ。ホ短調。4分の4拍子。再び8声部に分かれる。木管の付点リズム主体で流れるような伴奏に乗って合唱が悲痛に歌い始める。ユニゾンで始まり、次第に和声的になってゆく、印象的な旋律である。「我らに平安を与えたまえ……」と歌うくだりから木管群の哀しげな旋律を伴ってさらに深遠な響きとなり、ホ長調主和音上に消えてゆく。